# Gavrila Törok
Gavrila Törok (n. 7 mai 1919, Timișoara, Regatul Sârbilor, Croaților și Slovenilor – d. secolul al XXI-lea) a fost un jucător român de polo pe apă. El a concurat la Jocurile Olimpice de vară din 1952.